# Menengai Forest
Menengai Forest är en skog i Kenya.   Den ligger i länet Nakuru, i den centrala delen av landet, 140 km nordväst om huvudstaden Nairobi.